# ديف ديوك
ديف ديوك (بالإنجليزية: Dave Duke)‏ هو مدرب كرة سلة أمريكي، ولد في 23 أبريل 1951.